# Ashland (Oregon)
Ashland je město v jižním Oregonu v okrese Jackson County s 21 430 obyvateli. Jeho rozloha je 16,83 km². Leží nedaleko hranic s Kalifornií. Je známé shakespearovským festivalem Ashland Shakespeare Festival.